# Putaendo
Putaendo is een gemeente in de Chileense provincie San Felipe de Aconcagua in de regio Valparaíso. Putaendo telde 16.754 inwoners in 2017 en heeft een oppervlakte van 1474 km².

## Foto's

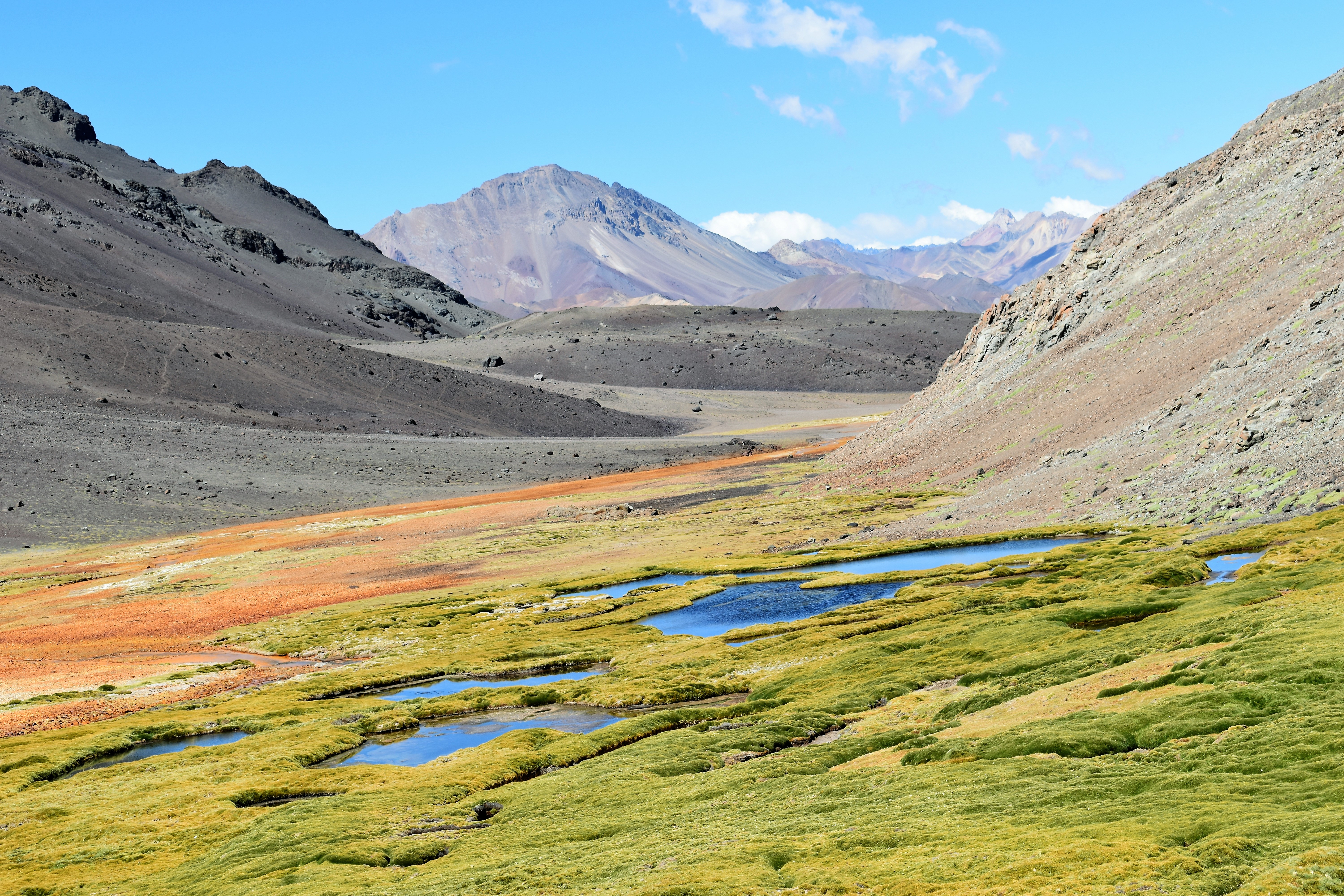
Chilon rivier.
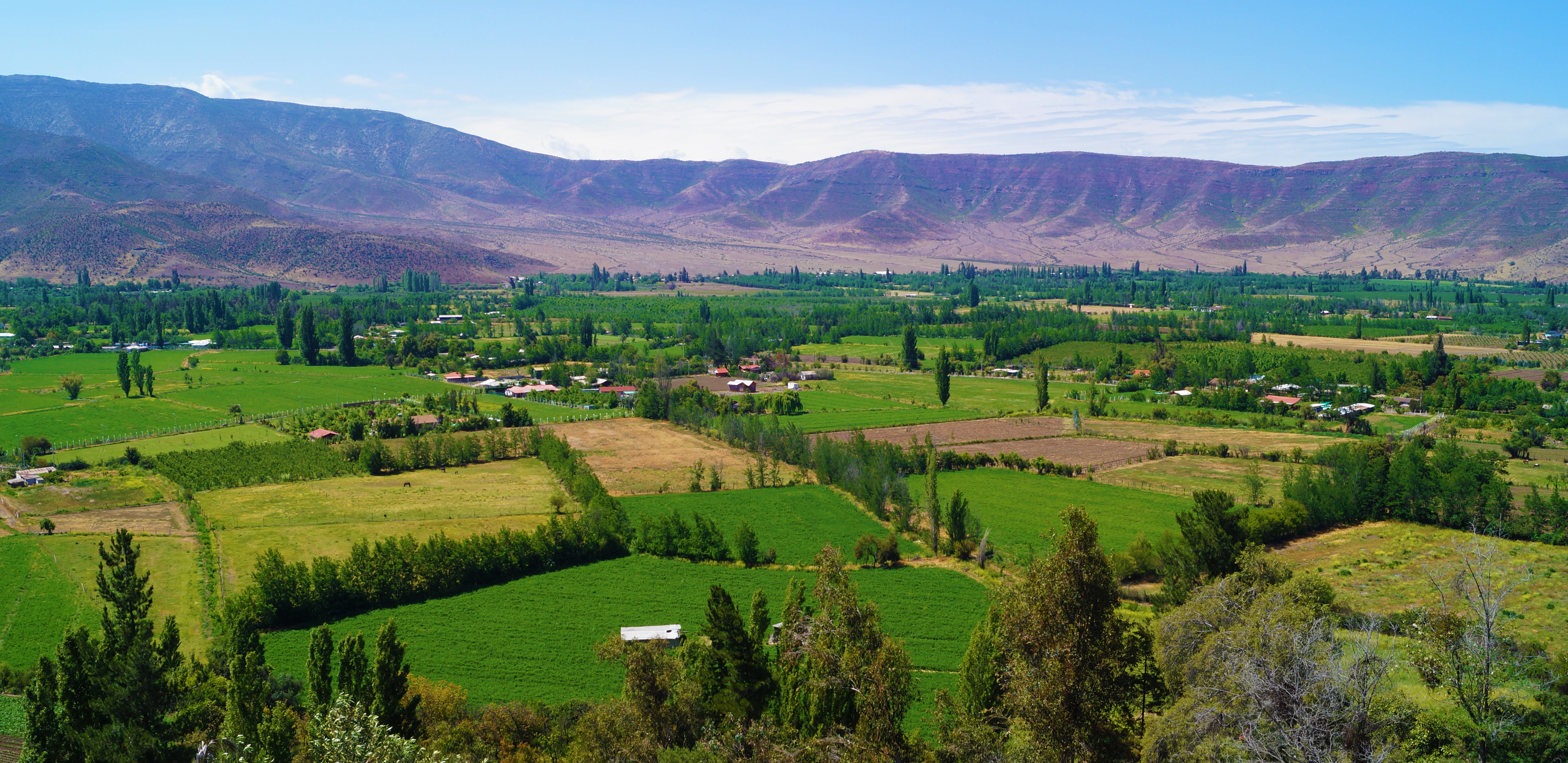
Rinconada de Silva.
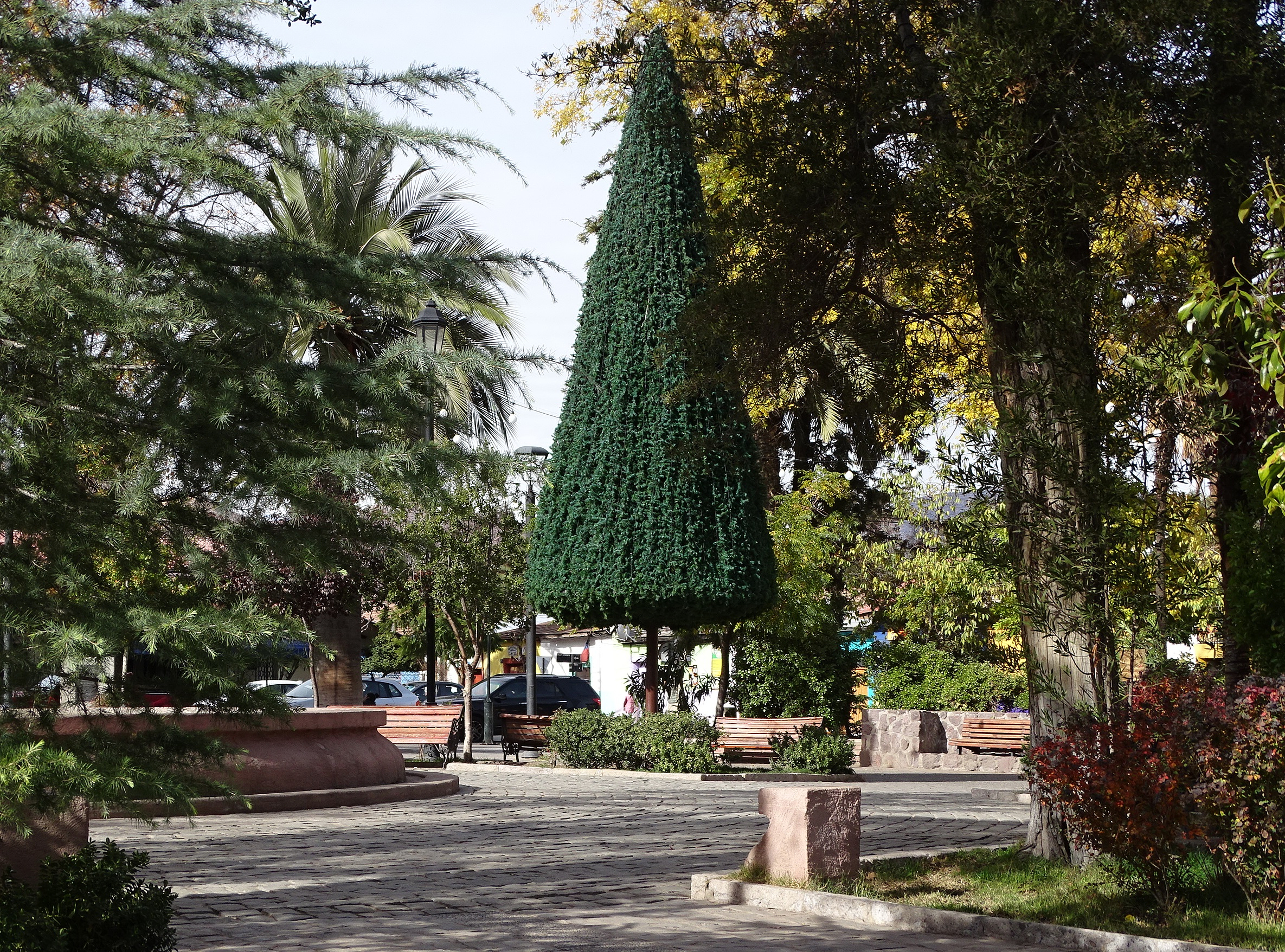
Plein.
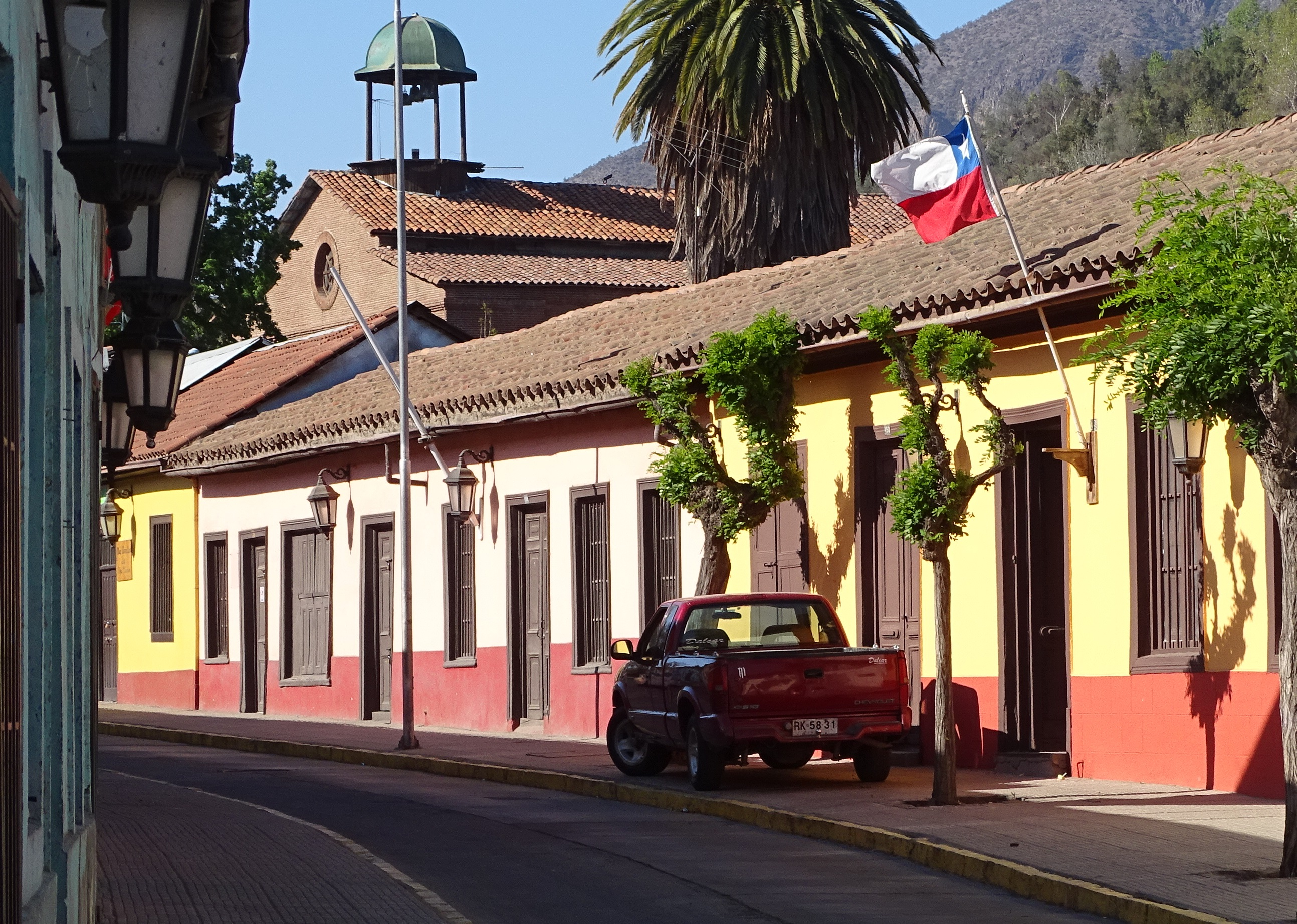
Comercio straat.

- Bibliothèque nationale de France: cb11957292m (data)
- Library of Congress Control Number: n86065618
- Nationale Bibliotheek van Israël: 987007560019105171
- Virtual International Authority File: 129088973
- WorldCat: E39PBJtMt3KpjBYyRCBQqDmw4q